# Zeche Graf Beust
Die Zeche Graf Beust war ein Steinkohle-Bergwerk im Ostviertel der Stadt Essen. Namensgeber war der rheinische Berghauptmann Ernst August Graf von Beust. Die Zeche Graf Beust war eines der Gründungsmitglieder des Rheinisch-Westfälischen Kohlen-Syndikats (RWKS). Sie gehörte in der zweiten Hälfte des 19. Jahrhunderts zu den bedeutendsten Zechen im westlichen, zur preußischen Rheinprovinz gehörenden Teil des Ruhrgebiets und war eine der ersten Mergelzechen dieses Reviers.

## Geschichte

### Planung
Die bergrechtliche Gewerkschaft des Steinkohlenbergwerks Graf Beust wurde 1838 durch Mathias Stinnes gegründet, der 2/3 der Kuxe übernahm. Am 7. April desselben Jahres wurde ein Schurfschein beim Bergamt Essen-Werden beantragt. Stinnes beabsichtigte, im Nordosten der Stadt Essen in einem Feld am Sessenberg (auch Sassenberg) Schürfarbeiten durchführen zu lassen. Im Auftrag von Mathias Stinnes und weiterer Beteiligter legte Friedrich Dahlmeyer die Mutung auf ein Geviertfeld ein. Noch im selben Jahr wurde die erste Mutungsbohrung im Feld Ernst am Sassenberg, in der Nähe der heutigen Sessenbergstraße, niedergebracht. Am Ende des Jahres wurde diese Bohrung aufgegeben. Am 24. Dezember 1839 wurde ein Mutschein auf ein angrenzendes Feld ausgestellt. Noch im selben Jahr wurde begonnen, eine Mutungsbohrung niederzubringen. Am 31. Januar des folgenden Jahres erreichte diese Bohrung bei einer Teufe von 26½ Lachtern das Karbon. Zunächst wurde ein Flöz mit einer Mächtigkeit von 28 Zoll erbohrt, am 1. Februar erreichte die Bohrung ein 32 Zoll mächtiges Flöz. Noch im selben Jahr wurde die Mutung auf das Feld Ernst eingelegt.

### Die Errichtung des Bergwerks
Noch im Lauf des Jahres 1840 wurde mit den Teufarbeiten für einen Schurfschacht begonnen. Dieser Schurfschacht erhielt zunächst den Namen Schacht Ernst, später wurde der Schacht umbenannt in Schacht Dahlmeyer. Der Schacht hatte einen rechteckigen Querschnitt mit den Abmessungen 142 Zoll mal 60 Zoll. Am 13. Mai 1840 meldete Friedrich Dahlmeyer dem Bergamt den Beginn Teufarbeiten für den Schurfschacht. Zum Jahresende erreichte der Schacht bei einer Teufe von 39 Metern das Karbon. Der Schacht war nach den beiden ersten Schächten der Zeche Kronprinz der dritte Tiefbauschacht, der durch die bislang undurchdringliche Mergelschicht im Ruhrbergbau niedergebracht wurde. Am 18. März des Jahres 1841 erreichte der Schurfschacht eine Teufe von 45 Metern, und am 22. März wurde die Mutung Ernst umbenannt in Mutung Graf Beust. Bei den Teufarbeiten wurden bei einer Teufe von 57 Metern das zweite Flöz aufgeschlossen und die ersten Strecken angesetzt. Bei einer Teufe von 58,5 Metern wurde ein Querschlag in südlicher Richtung aufgefahren. Mit diesem Querschlag wurde noch im selben Jahr ein Flöz mit einer Mächtigkeit von 31 Zoll entblößt. Das Flöz hatte keinerlei Bergeanteile, es fiel 66,7 Gon nach Norden ein und hatte im Liegenden und Hangenden Schieferton. Am 22. März desselben Jahres erfolgte die Inaugenscheinnahme. Am 4. Juli desselben Jahres wurde das Geviertfeld Graf Beust verliehen. Noch im selben Jahr wurde bei einer Teufe von 88 Metern (- 9 m NN) die Wettersohle angesetzt. Außerdem wurden die erste Kohle gefördert.

### Die ersten Betriebsjahre
Im Jahr 1842 wurde mit der Förderung begonnen. Alle geförderte Kohle konnte verkauft werden, trotzdem musste noch Zubuße gezahlt werden. Im selben Jahr wurde mit den Teufarbeiten für den Schacht 2 begonnen. Der Schacht erhielt den Namen Schacht Ernestine und wurde 40 Meter westlich von Schacht 1 angesetzt. Der Schacht wurde als Wasserhaltungsschacht geplant. Um den Durchbruch von Wassermergel zu vermeiden, wurde der Schachtausbau mit Vollversatz versehen. Zusätzlich wurde ein Sicherheitspfeiler mit einer Stärke von 36 Metern stehen gelassen. Dadurch bedingt konnte der Abbau erst in einer Teufe von 75 Metern begonnen werden. Bereits im ersten Betriebsjahr war die Zeche Graf Beust das größte Bergwerk des Bergreviers. Im Jahr 1843 wurde im Schacht 1 bei einer Teufe von 96 Metern die 1. Sohle angesetzt. Im selben Jahr erreichte der Schacht 2 bei einer Teufe von 36 Metern das Karbon. Im folgenden Jahr wurde der Schacht 2 mit der 1. Sohle durchschlägig. Im Jahr 1845 wurde Schacht 2 tiefer geteuft und im Jahr 1847 wurde im Schacht 2 bei einer Teufe von 148 Metern (- 69 m NN) die 2. Sohle angesetzt. Im Jahr 1850 wurde mit den Bohrarbeiten für einen Wetterschacht begonnen. Am 8. Juli 1851 wurde mit den Abbauarbeiten im Feld Ernestine begonnen und 1852 wurde der Wetterschacht in Betrieb genommen.

### Ausbau der Schachtanlage
Im Jahr 1853 wurde begonnen, eine eigene Pferdebahn zu bauen. Die Bahn erstreckte sich von der Zeche Graf Beust über die Zechen Victoria Mathias und Vereinigte Helene & Amalie bis nach Mülheim an der Ruhr. Die Trasse dieser Pferdebahn wurde kurze Zeit später von der Rheinischen Eisenbahn-Gesellschaft beim Bau ihrer Bahnstrecke Osterath–Dortmund Süd verwendet. Noch im selben Jahr wurde ab der 2. Sohle begonnen, die tieferen Lagerstättenteile anzufahren. Im Jahr 1854 verpachtete die Familie Stinnes die Zeche für 30 Jahre an die Phönix AG für Bergbau und Hüttenbetrieb. Im Jahr 1855 wurde bei einer Teufe von 207 Metern (- 128 m NN) mit der Ausrichtung der 3. Sohle begonnen. Im Jahr 1858 wurde die Pferdebahn nach Mülheim in Betrieb genommen. Im Jahr 1861 wurde begonnen, den Schacht Ernestine ab der 3. Sohle tiefer zu teufen. Am 17. Dezember 1858 trat die Zeche Graf Beust als eines von 15 Gründungsmitgliedern dem Verein für die bergbaulichen Interessen im Oberbergamtsbezirk Dortmund bei. Im Jahr 1862 wurde im Schacht Ernestine bei einer Teufe von 252 Metern (- 173 m NN) die 4. Sohle angesetzt. Zu dieser Zeit gehörte das Bergwerk zum Oberbergamtsbezirk Dortmund und dort zum Bergrevier Essen. Im Jahr 1864 wechselte das Pachtverhältnis von der Phönix AG zum Unternehmen Krupp.
Im Jahr 1865 wurde im Schacht 1 bei einer Teufe von 314 Metern (- 235 m NN) die 5. Sohle angesetzt. Im selben Jahr kam es im Feld Ernestine zu einem Wassereinbruch und das Feld musste abgedämmt werden. Im Jahr darauf wurde eine Kokerei in Betrieb genommen. Die Kokerei bestand aus 70 Koksöfen des Systems Otto. Im selben Jahr wurde am Schacht 1 eine mit Dampf angetriebene Fördermaschine installiert. Der Kolben hatte einen Durchmesser von 835 Millimetern, die Maschine eine Leistung von 380 PS; als Seilträger hatte die Maschine eine Bobine. Im Jahr 1867 wurde erneut im Feld Ernestine abgebaut. Im Jahr 1868 wurde der gebohrte Wetterschacht abgeworfen. Im Mai 1870 kam es über Tage zu einem Brand, der sich zu einem Grubenbrand ausweitete. Aus diesem Grund wurde der Betrieb auf dem Bergwerk bis zum 1. September eingestellt. Im selben Jahr wurde auf Graf Beust 1 ein deutsches Strebengerüst nach einem Entwurf von Geisler errichtet. Dieses Fördergerüst war das zweite Fördergerüst im gesamten Ruhrrevier. Am 21. Dezember 1871 wurde der Zeche Graf Beust die Abbaugenehmigung im Teilfeld Ernestine erteilt. Im Jahr 1878 wurde ein Feldertausch mit den Zechen Friedrich Ernestine und Königin Elisabeth getätigt. Im Jahr 1884 wurde ein Durchschlag zu den Zechen Victoria Mathias und Friedrich Ernestine erstellt. Im selben Jahr lief der Pachtvertrag mit Krupp ab und die Gewerkschaft Beust übernahm das Bergwerk wieder.

### Betrieb und weitere technische Neuerungen
Im Jahr 1893 wurde mit dem Abbau im westlichen Feld der Zeche Friedrich Ernestine begonnen. Im selben Jahr trat die Zeche Graf Beust dem neu gegründeten Rheinisch-Westfälischen Kohlen-Syndikat bei. Im Jahr 1894 wurde auf der 6. Sohle der Schacht Ernestine unterfahren. In diesem Jahr wurde über Tage ein Grubenlüfter des Herstellers Pelzer installiert, der pro Stunde 2000 m3 Abwetter aus dem Grubengebäude absaugte. Im Jahr 1895 wurde der Schacht Ernestine mit der 6. Sohle durchschlägig. In diesem Jahr wurden im Tagesbetrieb einige technische Neuerungen installiert. Schacht 2 erhielt eine neue dampfgetriebene Fördermaschine, eine Verbundmaschine mit zwei Zylindern, einem Hochdruckzylinder und einem Niederdruckzylinder. Der Hochdruckzylinder hatte einen Durchmesser von 1042 Millimetern, der Niederdruckzylinder einen Durchmesser von 1405 Millimetern; die Maschine leistete 550 PS. Als Seilträger diente eine Trommel. Außerdem wurde ein Kompressor mit einer Leistung von 140 PS installiert, der pro Stunde 2000 m3 Druckluft erzeugte. Auf der 6. Sohle wurde eine Pumpenanlage für die Wasserhaltung installiert. Die Pumpen wurden durch eine Verbundmaschine mit einer Leistung von 760 PS angetrieben und konnte pro Minute zwei Kubikmeter heben. Für die Bergleute und Bergbeamten wurde eine getrennte, moderne Kaue errichtet. Im Jahr 1896 wurde der Schacht Ernestine zum Förderschacht und Schacht 1 Wetterschacht. Im selben Jahr kam es im Schacht 1 zwischen der 4. Sohle und der 5. Sohle zu einem Verbruch. Die Aufwältigungsarbeiten dauerten drei Monate. Im selben Jahr wurde der Abbau im Feld Ernestine beendet. Zu Beginn des Jahres 1897 wurde von der Gewerkschaft Graf Beust mehrere Erwerbungen getätigt. Zunächst wurde die Berechtsame der Zeche Vereinigte Hoffnung & Secretarius Aak erworben, außerdem das an der südlichen Markscheide angrenzende Feld Neuwerk sowie ein Feldesteil der Zeche Vereinigte Hagenbeck. Diese Zeche war zuvor vom Rheinisch-Westfälischen Kohlen-Syndikat gekauft worden. Durch diese Neuerwerbungen hatte das gesamte Grubenfeld der Zeche Graf Beust nun eine Fläche von drei Quadratkilometern. Durch diese Neuerwerbungen war auch die Syndikatskennziffer (Förderquote) des Bergwerks angestiegen.
Im Jahr 1898 wurde der Schacht 1 bis zur 7. Sohle tiefer geteuft. Ab diesem Jahr wurden für zwei Jahre die auf der Zeche Victoria Mathias anfallenden Grubenwässer über die Wasserhaltung der Zeche Graf Beust gehoben. Im Jahr 1899 wurde mit der Ausrichtung der 7. Sohle begonnen. Um die Jahrhundertwende wurden Feldesteile der östlich (in Essen-Stoppenberg) gelegenen Zeche Friedrich Ernestine gepachtet, ebenso von der im Westen (Segeroth, heute Essen-Nordviertel) stehenden Zeche Victoria Mathias. Im Jahr 1901 wurde ein Abbauvertrag mit der Victoria Mathias geschlossen. Aufgrund dieses Vertrags konnte die Zeche Graf Beust nun im Südfeld oberhalb der 6. Sohle von Victoria Mathias abbauen. Im Jahr darauf wurde der Schacht Ernestine mit der 7. Sohle durchschlägig. In diesem Jahr wurde über Tage ein zweiter Kompressor für die Drucklufterzeugung installiert, der eine Leistung von 228 PS hatte und pro Stunde 2400 m3 Druckluft erzeugte. Im Jahr 1903 wurde der Schacht weiter geteuft. Im Jahr 1905 wurden die Teufarbeiten von Schacht 1 weitergeführt. Im selben Jahr kam es in der Zeit vom 11. Januar bis zum 4. Februar auf der Zeche Graf Beust zu einem Streik. Im Jahr 1906 wurde bei einer Teufe von 628 Metern (- 549 m NN) die 8. Sohle angesetzt. Im Jahr 1908 wurde über Tage ein neuer Grubenlüfter installiert, der pro Minute bis zu 5000 m3 Abwetter aus dem Grubengebäude absaugte. Der erste Grubenlüfter wurde ab diesem Zeitpunkt als Reservelüfter gehalten. Beide Lüfter wurden von einer Einzylinder-Dampfmaschine angetrieben, die eine Leistung von 180 PS hatte. Unter Tage wurde auf der 8. Sohle eine neue Wasserhaltung installiert. Die Pumpen dieser Wasserhaltung konnten pro Minute bis zu fünf Kubikmeter Grubenwasser heben und wurden von Elektromotoren angetrieben, ihre Gesamtleistung betrug 1213 Kilowatt. Im Jahr 1910 wurde der Schacht Ernestine mit der 8. Sohle durchschlägig. Der Abbau erfolgte zu dieser Zeit zwischen der 5. Sohle und der 8. Sohle. Im Jahr 1913 wurde auf der 8. Sohle mit den Teufarbeiten für einen Blindschacht zur 9. Sohle begonnen. Im darauffolgenden Jahr wurde im Blindschacht bei einer Teufe von 789 Metern (- 710 m NN) die 9. Sohle angesetzt. Im Jahr 1915 wurde der Schacht Ernestine mit der 9. Sohle durchschlägig. Im selben Jahr wurde auf der Kokerei stillgelegt.

### Die letzten Jahre bis zur Stilllegung
Im Jahr 1918 wurde mit dem Abbau auf der 9. Sohle begonnen. Im Jahr 1921 wurde auf der 9. Sohle ein Durchschlag mit der Zeche Victoria Mathias erstellt. Am 9. März desselben Jahres wurde die Zeche Graf Beust an die RWE angegliedert. Am 15. Dezember wurde die Kokerei wieder in Betrieb genommen, aber im Jahr 1925 erneut und nun endgültig stillgelegt. Im Jahr 1928 war das Feld Ernestine abgebaut. Am 28. Februar 1929 wurden die Tagesanlagen des Bergwerks stillgelegt. Das Baufeld mit den Schächten wurde von der Zeche Victoria Mathias übernommen. Die Hebung der Grubenwässer der beiden Bergwerke erfolgte über die Wasserhaltung von Graf Beust. Der Schacht 1 wurde zunächst weiterhin als Wetterschacht genutzt. Schacht Ernestine wurde für die Seilfahrt verwendet. Am 31. Juli des Jahres 1952 wurde die Gewerkschaft Graf Beust aufgelöst. Ihr Vermögen wurde mit der ebenfalls zum ehemaligen Stinnes'schen Familienbesitz zählenden Gewerkschaft Friedrich Ernestine auf die Gewerkschaft Victoria Mathias vereinigt.

## Förderung und Belegschaft
Die ersten Förderzahlen stammen aus dem Jahr 1842, in diesem Jahr wurden 63.258 preußische Tonnen Steinkohle gefördert. Die auf dem Bergwerk geförderten Kohlen waren gute, jedoch feine, Fettkohlen, die zur Gasfabrikation verwendet wurden. Teilweise wurden aber auch Kohlen gefördert, die als Schmiedekohlen verwendet wurden. Im Jahr 1845 lag die Förderung bei 695.922 Scheffeln Steinkohle. Die ersten bekannten Belegschaftszahlen stammen aus dem Jahr 1850, damals waren 334 Mitarbeiter auf dem Bergwerk beschäftigt, die eine Förderung von 59.138 Tonnen Steinkohle erbrachten. Im Jahr 1855 wurden rund 88.000 Tonnen Steinkohle gefördert, die Belegschaftsstärke lag bei 530 Beschäftigten. Im Jahr 1860 wurden mit 566 Beschäftigten 93.926 Tonnen Steinkohle gefördert. Im Jahr 1862 wurden 421.556 preußische Tonnen Steinkohle gefördert. Die Belegschaftsstärke lag bei 397 Beschäftigten. Im Jahr 1865 lag die Förderung bei 101.724 Tonnen Steinkohle, es waren 597 Beschäftigte auf dem Bergwerk. Im Jahr 1870 wurden mit 653 Beschäftigten 129.492 Tonnen Steinkohle gefördert. Im Jahr 1875 lag die Förderung bei 207.034 Tonnen Steinkohle, die Belegschaftsstärke betrug 834 Beschäftigte. Im Jahr 1880 wurden fast 201.000 Tonnen Steinkohle gefördert, die Belegschaftsstärke betrug 735 Beschäftigte.
Im Jahr 1885 wurden 134.821 Tonnen Steinkohle gefördert, es waren 492 Beschäftigte auf dem Bergwerk. Im Jahr 1890 wurden mit 493 Beschäftigten 142.015 Tonnen Steinkohle gefördert. Im Jahr 1895 lag die Förderung bei 223.912 Tonnen Steinkohle, die Belegschaftsstärke betrug 880 Beschäftigte. Im Jahr 1900 war die Belegschaft auf 1224 Beschäftigte angewachsen, es wurden in diesem Jahr 338.534 Tonnen Steinkohle gefördert. Im Jahr 1905 wurden mit 1150 Beschäftigten 360.238 Tonnen Steinkohle gefördert. Bis zum Jahr 1907 stieg die Förderung an auf über 480.000 Tonnen Steinkohle. Die Belegschaftsstärke betrug in diesem Jahr 1365 Beschäftigte. Im Jahr 1910 wurde mit 1456 Beschäftigten eine Förderung von 421.798 Tonnen Steinkohle erbracht. Die maximale Förderung des Bergwerks wurde im Jahr 1913 erbracht. In diesem Jahr wurde eine Förderung von 569.122 Tonnen Steinkohle erbracht, die Belegschaftsstärke lag bei 1844 Beschäftigten. Im Jahr 1920 wurden mit 1691 Beschäftigten 360.692 Tonnen Steinkohle gefördert. Im Jahr 1925 wurde eine Förderung von 366.404 Tonnen Steinkohle erbracht, die Belegschaftsstärke betrug in diesem Jahr 1405 Beschäftigte. Die letzten bekannten Förder- und Belegschaftszahlen des Bergwerks stammen aus dem Jahr 1928, in diesem Jahr wurden mit 1047 Beschäftigten 345.000 Tonnen Steinkohle gefördert.

## Heutiger Zustand
Das Zechengelände Graf Beust lag in direkter Nähe des heutigen neuen Essener Rathauses. Von der ursprünglichen Bebauung ist nichts erhalten. Das Gelände beherbergt den Betriebshof der Ruhrbahn. Wo früher das Dampfsägewerk stand, erinnert ein neu erschlossener gleichnamiger Gewerbepark an das Zechengelände. Auch die Namensgebung der neuen Straße Graf-Beust-Allee hält die Erinnerung wach. Viele Bilder und Erinnerungsstücke waren im Brauhaus Graf Beust in der Essener Innenstadt zu sehen, das aber im März 2009 geschlossen wurde. Ein 1922–1926 errichtetes Verwaltungsgebäude der Gewerkschaft Graf Beust (Beuststraße 53 / Lysegang 11) wurde 1989 entkernt und umgebaut, die weitgehend original erhaltenen Fassaden stehen seit 1995 unter Denkmalschutz.